# Fredshuset, Örebro

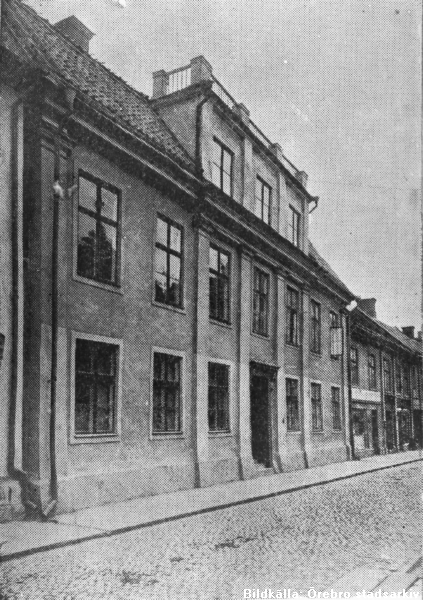
Fredshuset i Örebro, Storgatan 7 (nu rivet)

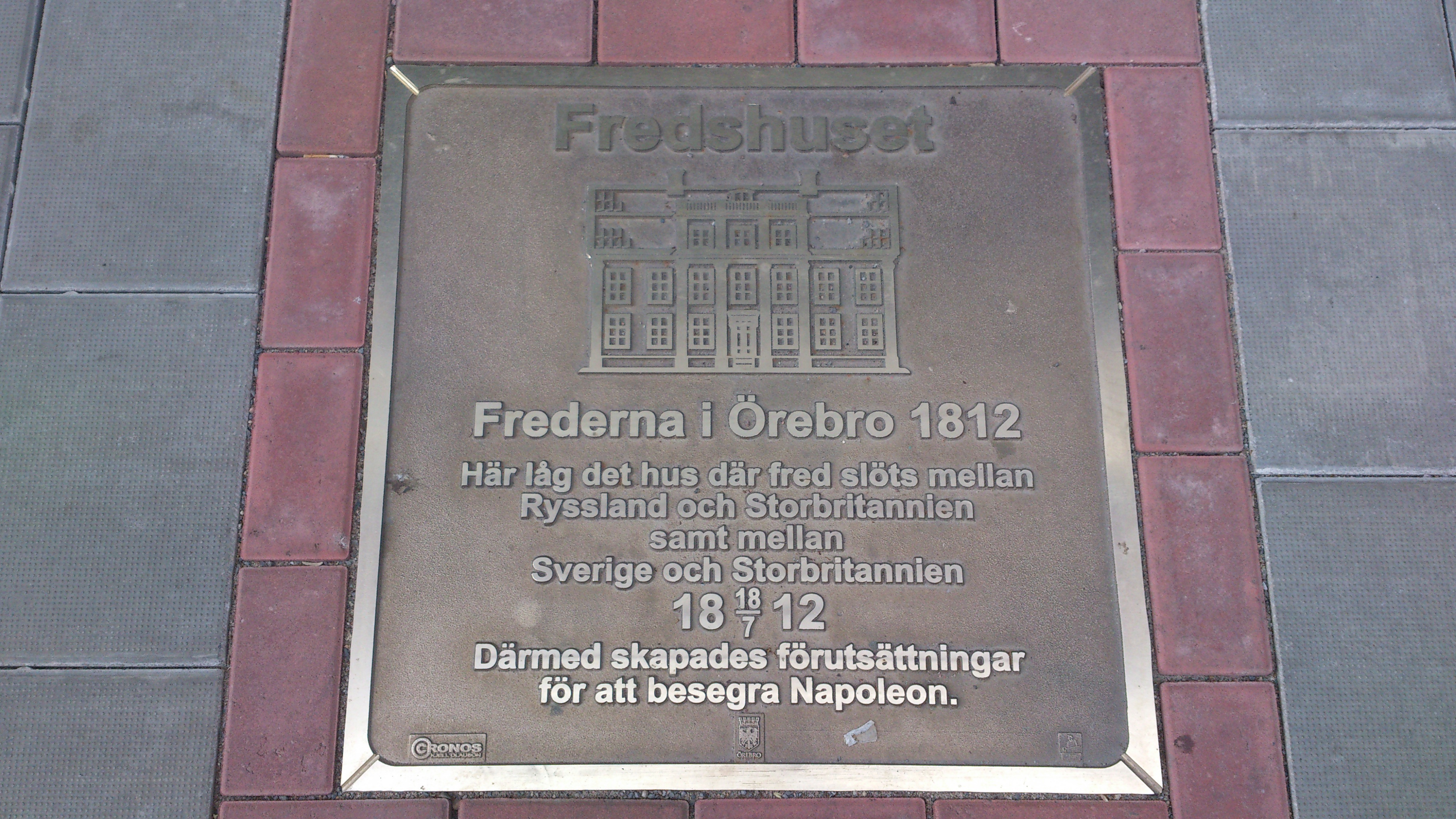
Minnesplatta från 2012, över freden i Örebro 1812. Plattan har utformats av Kjell Olauson.

Fredshuset i Örebro var beläget vid Storgatan 7. I detta hus slöts Freden i Örebro mellan Sverige och England 18 juli 1812. Denna fred utgjorde slutet på Sveriges krig mot Storbritannien. Fredsförhandlingarna hölls i samband med 1812 års riksdag. Utrikesministern Lars von Engeström hyrde sängkammaren hos änkan Hjort. I detta rum slöts freden. Sverige hade av Napoleon I tvingats att förklara England krig. Detta krig blev ett fiktivt krig, i vilket inget skott avlossades. Inga landavträdelser gjordes vid freden.
Även freden mellan Storbritannien och Ryssland slöts samma dag i "Fredshuset". Se: Freden i Örebro.
Fredshuset revs 1939. Fredsgatan, som ligger ett stenkast norrut, har även fått sitt namn uppkallat efter Freden i Örebro 1812.